# بنتيفوليو
بنتيفوليو أسرة إقطاعية استقرت في بولونيا في القرن الرابع عشر الميلادي وينحدرون من إنزو ملك سردينيا.
من بين الأساطير الشعبية العديدة التي أنشئت حول شخصية الملك إنزو، تروي إحداها أن مؤسس عائلة بنتيفوليو هو بنتيفوليو الابن غير الشرعي انزو من الفلاحة لوتشيا دي فياداغولا. أعطي الطفل اسماً من الكلمات الحب التي اعتاد إنزو تردديها للوتشيا.

## تاريخ الأسرة
ذُكر وجود العائلة في المدينة الإميلية للمرة الأولى سنة 1323. كانوا حكام المدينة خاضوا مختلف القضايا والصراع المستمر مع السلطة البابوية من عام 1401 حتى 1512 إثر تدخل البابا يوليوس الثاني اضطرت إلى اللجوء إلى فيرارا بحماية ألفونسو الأول ديستي.